# Прапор Бердичева
Пра́пор Берди́чева затверджений 22 грудня 1998 року рішенням Бердичівської міської ради.

## Опис прапора
Прямокутне полотнище із співвідношенням сторін 2:3 розділене горизонтально на синю, зелену і жовту смуги у співвідношенні 1:3:1. У центрі зеленої смуги герб міста.